# Thina Sobabili: The Two of Us
Thina Sobabili: The Two of Us, ou simplesmente Thina Sobabili, é um filme de drama sul-africano dirigido, escrito e produzido por Ernest Nkosi. Filmada em Alexandra, foi selecionado para representar seu país no Oscar de melhor filme estrangeiro em 2016, mas não foi indicado.

## Elenco
- Emmanuel Nkosinathi Gweva - Thulani
- Busisiwe Mtshali - Zanele
- Richard Lukunku - Skhalo
- Zikhona Sodlaka - Zoleka
- Mpho "Popps" Modikoane - Mandla
- Thato Dhladla - Sbu
- Thembi Nyandeni - Gogo
- Hazel Mhlaba - Tumi
- Kope Makgae - Mr Finance